# John Edward Campbell
John Edward Campbell (27 de mayo de 1862-1 de octubre de 1924) fue un matemático irlandés, conocido por su contribución a la fórmula de Baker-Campbell-Hausdorff. 

## Biografía
Campbell nació en la familia de un médico, también llamado John Campbell. Estudió primero en el Colegio Metodista de Belfast y luego en la Universidad de la Reina de Belfast, graduándose en 1884. Posteriormente ganó una beca para estudiar en la Universidad de Oxford, en el Hertford College. Allí ganó la Beca Junior Mathematical University en 1885, se convirtió en miembro de la universidad en 1887, obtuvo una beca Senior en 1888 y finalmente se convirtió en tutor. Campbell se destacó como un maestro dedicado y encantador, siendo un firme defensor de la educación de las mujeres.
Hizo su contribución más notable a las matemáticas en 1897, al introducir una fórmula para la multiplicación de exponenciales en álgebras de Lie. Esta fórmula fue reelaborada posteriormente por Henri Poincaré (1899) y Henry Frederick Baker (1902). Más adelante fue sistematizada geométricamente por Felix Hausdorff (1906) y se hizo conocido como la fórmula de Baker-Campbell-Hausdorff. 
En 1903 publicó un libro titulado Tratado introductorio sobre la teoría de Lie de los grupos de transformación continua finita; con el que popularizó las ideas de Sophus Lie. Fue elegido miembro de la Royal Society en 1905, presidiendo la London Mathematical Society de 1918 a 1920. Fue tutor del futuro erudito literario C. S. Lewis en 1917, ayudando a Lewis con respuestas en matemáticas como parte de los requisitos de ingreso a la Universidad de Oxford. Campbell fue el primer matemático de Oxford que fue invitado, poco antes de su muerte, por la Universidad de Cambridge para examinar los Cambridge Mathematical Tripos [pruebas de acceso].

## Vida personal
Según el registro del distrito de Ashton, a finales de 1889 se casó con Sarah Hardman (nacida en Oldham hacia 1862). Tuvieron tres hijos y una hija, todos nacidos en Oxford: 
- John Maurice Hardman Campbell (1891-1973)
- William Percy Campbell (2 de mayo de 1894-24 de octubre de 1914)
- Patrick James Campbell (22 de diciembre de 1897-?)
- Dorothea Mary Hardman Campbell (28 de diciembre de 1902-?)

William se inscribió en el Oxford College en octubre de 1913, pero acudió a los frentes de la Primera Guerra Mundial al año siguiente. Luchó con el Regimiento de Wiltshire como teniente segundo en el 3er Batallón (adjunto al 2.º Batallón) a partir de octubre de 1914 y murió en acción solo unas pocas semanas después.
Campbell era tío del Mariscal en Jefe del Aire, Sir Donald Hardman.

## Libros
- Introductory treatise on Lie's theory of continuous transformation groups. Oxford: Clarendon Press. 1903.
- A course of differential geometry. Oxford: Clarendon Press. 1924.[7]